# بلاگوی جورجیف
بلاگوی جورجیف (بلغاری: Благой Жорев Георгиев؛ زادهٔ ۲۱ دسامبر ۱۹۸۱) بازیکن سابق فوتبال اهل بلغارستان است که در پست هافبک برای تیم‌هایی مانند اسلاویا صوفیه، ترک گروزنی، آمکار پرم،  روبین کازان و اورنبورگ بازی کرد و همچنین در ۵۰ بازی در سطح بین‌المللی نماینده بلغارستان بود.
وی همچنین در تیم ملی فوتبال بلغارستان بازی کرده‌است.